# Бернгем (Пенсільванія)
Бернгем (англ. Burnham) — місто (англ. borough) в США, в окрузі Міффлін штату Пенсільванія. Населення — 1991 особа (2020).

## Географія
Бернгем розташований за координатами 40°38′3″ пн. ш. 77°33′47″ зх. д. / 40.63417° пн. ш. 77.56306° зх. д. (40.634293, -77.562995).  За даними Бюро перепису населення США в 2010 році місто мало площу 2,76 км², з яких 2,73 км² — суходіл та 0,04 км² — водойми.

## Демографія
Згідно з переписом 2010 року, у селищі мешкали 2054 особи в 866 домогосподарствах у складі 577 родин. Густота населення становила 744 особи/км².  Було 934 помешкання (338/км²).
Расовий склад населення:
| - 98,0 % — білих - 0,4 % — чорних або афроамериканців - 0,2 % — азіатів |

До двох чи більше рас належало 0,8 %. Частка іспаномовних становила 1,5 % від усіх жителів.
За віковим діапазоном населення розподілялося таким чином: 22,1 % — особи молодші 18 років, 62,1 % — особи у віці 18—64 років, 15,8 % — особи у віці 65 років та старші. Медіана віку мешканця становила 40,4 року. На 100 осіб жіночої статі у селищі припадало 98,1 чоловіків;  на 100 жінок у віці від 18 років та старших — 93,0 чоловіків також старших 18 років.
Середній дохід на одне домашнє господарство  становив 49 046 доларів США (медіана — 43 852), а середній дохід на одну сім'ю — 53 747 доларів (медіана — 46 111). Медіана доходів становила 38 917 доларів для чоловіків та 33 250 доларів для жінок. За межею бідності перебувало 10,3 % осіб, у тому числі 20,1 % дітей у віці до 18 років та 3,8 % осіб у віці 65 років та старших.
Цивільне працевлаштоване населення становило 1015 осіб. Основні галузі зайнятості: виробництво — 25,7 %, освіта, охорона здоров'я та соціальна допомога — 22,3 %, роздрібна торгівля — 14,5 %, транспорт — 6,7 %.